# TLC (chaîne de télévision)
Pour les articles homonymes, voir TLC.
TLC (anciennement The Learning Channel) est une chaîne de télévision spécialisée américaine diffusée aux États-Unis et au Canada. Sa programmation est principalement basée sur de la télé-réalité et des émissions éducatives. Créée en 1972, TLC est la propriété de Discovery Communications depuis 1991, elle-même propriétaire de Discovery Channel et d'Animal Planet ainsi que de plusieurs autres chaînes du même genre.
TLC a aussi des déclinaisons en France, Pologne, Inde, Sud-est asiatique, Norvège, Suède, Turquie, Portugal et autres pays. Elle rejoint 100 millions de foyers aux États-Unis, et 143 millions de foyers au niveau international.

## Historique
Les lettres TLC viennent du nom complet de la chaîne, « The Learning Channel ». Elle est fondée en 1972 et est originellement vouée à la diffusion de programmes informatifs et éducatifs. Les documentaires présentés portent alors principalement sur la nature, la science, l'histoire, les événements récents, la médecine, la technologie, la cuisine, les rénovations, et d'autres sujets informatifs. Ceux-ci sont plus ciblés, plus techniques et de nature plus académique que ceux de son rival The Discovery Channel. La station s'adresse alors à un auditoire averti et fait des scores d'audience plutôt modestes. 
En 1991, son rival The Discovery Channel achète la chaîne. TLC continue à être orientée vers des programmes éducatifs et instructifs durant la majeure partie des années 1990 mais commence à diffuser des émissions qui attirent une plus large audience.
TLC produit des documentaires, des mini-séries et des séries originaux et de haute-qualité pendant les années 1980 et 1990 dont plusieurs coproduits avec des diffuseurs du Royaume-Uni. Plusieurs exemples de ceux-ci sont : The Secret Life of Machines, Ultra science, Connexions, Understanding, et plusieurs autres.

## «Life Unscripted»: Un nouveau style
En 1998, la chaîne commence à prendre des distances avec son nom original, The Learning Channel, pour s'identifier de plus en plus comme TLC. La chaîne cherche de nouvelles voies pour attirer plus de téléspectateurs, alors que la chaîne attire de plus en plus d'audience grâce à ses émissions centrées sur la médecine et la décoration. Cette audience nouvelle a incorrectement renommé la chaîne « Tender Loving Care » à partir de TLC, et les dirigeants ont peut-être voulu privilégier TLC, pour des raisons de marketing. Aujourd'hui, on ne trouve quasiment aucune mention du nom original sur le site de TLC.
La popularité grandissante de la télé-réalité permet à TLC d'aller chercher un public encore plus large et de changer sa programmation.
TLC est un des précurseurs des séries documentaires filmées avec des caméscopes au format MiniDV, qui a été introduit en 1994. Quelques exemples de ces séries sont Trauma: Life in the ER, Paramedics, Police Force et plusieurs autres séries ou des vidéo-journalistes sont placés dans des situations dramatiques. Alors que ces séries attirent un grand public, la chaîne change son slogan pour « Life Unscripted » remplaçant « A place for learning minds ».
Entre 1999 et 2001, la programmation subit de gros changements. La plupart des nouvelles émissions sont de télé-réalité ou sur la décoration intérieure. Le grand succès de Trading Spaces, Junkyard Wars, A Wedding Story, et A Baby Story confirme le nouveau style que TLC cherche depuis quelques années, contrastant avec la programmation originale de la chaîne.
En 2007, Discovery commence à diffuser ses propres émission, comme American Chopper, sur TLC. La plupart des anciennes émissions orientées vers l'éducation, qui manquent à certains anciens téléspectateurs, sont diffusées de temps à autre sur d'autres chaînes appartenant à Discovery Communications.
Aujourd'hui, la programmation de TLC est toujours orientée en grande part vers la télé-réalité et la décoration, les drames de salles d'urgence, drames médicaux, météo extrême, et autres.

## Canada
The Learning Channel fait partie de la liste des services spécialisés non-canadiens admissibles depuis 1984.

## Programmation

### Séries télévisées
- Too Close to Home (en) (2016–2017)[2]

### Émissions
(Liste non exhaustive)
- 10 Years Younger
- 19 kids and counting
- 30 Before 30
- A Baby Story
- A Makeover Story
- A Wedding Story
- American Chopper
- American Hot Rod
- Bringing Home Baby
- Cake Boss
- Counting On
- Cover Shot
- Dinner Takes All
- Dr Pimple Popper
- Here Comes Honey Boo Boo
- Hoarding: Buried Alive
- Honey, We're Killing the Kids
- Kids By The Dozen
- LA Ink
- Little People, Big World
- Long Island Medium
- Martha
- The Messengers
- Miami Ink
- One Week to Save Your Marriage
- Overhaulin'
- Property Ladder
- Psychic Witness
- Public and Private
- Sarah Palin's Alaska
- Say Yes to the Dress
- Shalom in the Home
- Sister Wives : l'histoire d'une famille polygame (Sister Wives)
- Surviving Motherhood
- Take Home Chef
- The Monastery
- The Real Deal (Trademark Properties Richard C. Davis)
- Toddlers & Tiaras
- Trading Spaces
- Untold Stories of the E.R.
- What Not to Wear
- While You Were Out